# Jimmy Jump
Jaume Marquet i Cot, également connu sous le nom de Jimmy Sauteur (anglais : Jimmy Jump) est un Catalan né à Sabadell le 14 mars 1976. Il est connu pour ses irruptions sur le terrain lors de grands événements sportifs.

## Irruptions marquantes
Ancien agent immobilier, « Jimmy Jump » a commencé pour la première fois en 2004, en perturbant le jubilé du joueur du FC Barcelone Abelardo au Camp Nou. 
En 2004, il court sur la piste lors du tour de formation du Grand Prix d'Espagne.
Le 4 juillet 2004, il pénètre sur la pelouse à Lisbonne lors de la finale de l'Euro 2004 entre la Grèce et le Portugal, et projette un drapeau du FC Barcelone sur Luís Figo.
Le 17 mai 2006, lors de la finale de la Ligue des Champions entre Arsenal et le FC Barcelone, il apporte à Thierry Henry le maillot du Barça.
Lors de la demi-finale de l'Euro 2008 Allemagne Turquie à Bâle, Jimmy est entré sur la pelouse du Parc St-Jacques sur le terrain vêtu d'un T-shirt marqué "Tibet is not China" (Le Tibet n'est pas la Chine).
Lors de la finale de Roland-Garros 2009 le 7 juin 2009, il s'est jeté sur Roger Federer dans le deuxième set avec l'intention de le coiffer d'un béret rouge à la gloire du FC Barcelone. Après avoir échappé à trois officiers de la sécurité et sauté de l'autre côté du filet lors de sa cavalcade, frappé au passage par Jean Gachassin, « Jimmy Jump » a été stoppé par un quatrième responsable de la sécurité. Il a été placé en garde à vue, où il s'est dit fan de Roger Federer.
Lors du Concours Eurovision de la chanson 2010 en direct d'Oslo (Norvège), il est monté sur scène pendant la prestation du candidat espagnol Daniel Diges.
Durant la finale de la Coupe du monde de football de 2010 il a tenté de déposer un bonnet rouge sur le trophée. Il a été arrêté par les agents de sécurité alors qu'il tentait de coiffer la coupe. À la suite de cela, il écope d'une amende de 260 $.
Lors de la demi-finale retour de la Ligue des Champions 2010-2011 entre Barcelone et le Real Madrid, il a tenté de coiffer d'un bonnet rouge Cristiano Ronaldo qui l'a esquivé.
Le 17 juillet 2011, lors du 1/4 de finale de la Copa America entre l'Argentine et l'Uruguay, il entre sur la pelouse pour apporter le maillot du Barça à Sergio Agüero.